# Sua Cara
Sua Cara (на английски: Your Face) е песен от албума Know No Better 2017 на американската електронна банда Мейджър Лейзър, която е записана през февруари 2017 г. и публикувана на 1 юни. Песента е в дует с бразилските изпълнители Anitta и Пабло Витар.
Лирично видео на песента е пуснато в официалния канал на Мейджър Лейзър в Ютуб на 1 юни 2017 г. като за 1 седмица клипа събра 7,4 милиона гледания.
Песента се превръща в най-пусканата песен извън албума, като надминава и основната песен Know No Better, с Camila Cabello, Travis Scott и Quavo. В официалната си Facebook страница, Мейджър Лейзър отговориха на потребител, че скоро предстои и премиерният клип.
В нощта на 20 юни, Anitta публикува снимка в нейния Instagram профил, където е на самолет, с посланието „surprise coming“. Скоро, след това е обявено, че клипа за Sua Cara ще се снима в Мароко, с продукция на Bruno Ilogti и Giovanni Bianco. Анита коментира, че видеото е било „най-трудното“, но всичко си „е заслужавало“.
На 18 юли става ясно, че премиерата на видеото ще се състои на 30 юли, по време на „Combatchy“ партито, което се проведе в Рио Де Жанейро. Видеото е показано първо на събитието, а след това е публикувано в Ютуб канала на Мейджър Лейзър. Заедно с публикуването, Anitta пусна кратко видео в Instagram профила си, където тя танцува зад змия.
Премиерата на видеото е на 30 юли, като само за час, то вече имаше 2.7 милиона гледания, а 2 часа по-късно – малко повече от 5 милион. В допълнение, видеото достигна 1 милион харесвания само за 5 часа и 38 минути, като с това разби рекорда на „One Direction – Drag me Down“. Видеото надхвърли 20 милиона гледания за 24 часа, с това разби рекорда на „Adele – Hello“ и стана най-гледаното лузофонинско видео за 1 ден в Ютуб.
Дни след премиерата на официалния видеоклип, режисьора Bruno Ilogti пусна кратък клип с непубликувани сцени, където Anitta и Витар танцуват заедно. Сцените съдържат twerk, ragga dance и много други елементи, които не присъстват в официалния клип.

## Изпълнения на живо
На 18 юли 2017 г. Анита и Пабло Витар изпълняват песента за първи път в бразилското телевизионно шоу Música Boa Ao Vivo , излъчвано по канал Multishow.

## Кредити и персонал
Персонал
- Автори на песента – Thomas Pentz, Larissa Machado, Boaz Beatz, Phabullo Silva, Umberto Tavares, Arthur Marques, Jefferson Junior, Rashid Badloe, Giordano Ashruf, Rodrigo Antunes, Shareef Badloe

- Продукция – Major Lazer, King Henry

- Вокалисти – Anitta, Палбло Витар

- Инженер – King Henry
- Облекло – Amir Slama и Yasmine Sterea

## Позиции
| Класация                                  | Позиция |
| ----------------------------------------- | ------- |
| Brazil Hot 100 Airplay (Billboard Brasil) | 53      |
| Brazil (Billboard Hot Pop & Popular)      | 10      |
| Portugal (AFP)                            | 20      |
| US Hot Dance/Electronic Songs (Billboard) | 26      |
| US World Digital Songs (Billboard)        | 22      |